# Matalanjärvi
Matalanjärvi eller Matalajärvi är en sjö i Finland. Den ligger i kommunen Hyrynsalmi i landskapet Kajanaland, i den centrala delen av landet, 500 km norr om huvudstaden Helsingfors. Matalanjärvi ligger 194,7 meter över havet. Den är 2,7 meter djup. Arean är 82,7 hektar och strandlinjen är 5,03 kilometer lång. Sjön  ingår i Uleälvens huvudavrinningsområde. 